# Stazione di Chieuti-Serracapriola
Stazione di Chieuti-Serracapriola vasútállomás Olaszországban, Puglia régióban, Chieuti településen.

## Vasútvonalak
Az állomást az alábbi vasútvonalak érintik:
- Ancona–Lecce-vasútvonal

## Kapcsolódó állomások
A vasútállomáshoz az alábbi állomások vannak a legközelebb: 
- Stazione di Poggio Imperiale
- Stazione di Campomarino
- Stazione di Nuova Cliternia